# Lipnica (Ščavnica)
Lípnica je levi pritok Ščavnice v vzhodnih Slovenskih goricah. Izvira kot Kameni potok v majhni dolini pod vasjo Rožički Vrh v Kapelskih goricah in teče po ozki gozdnati dolini proti jugovzhodu. Pod vasjo Selišči se mu z leve pridruži Stanetinski potok in nekoliko niže še Kupetinski potok; od slednjega sotočja naprej se potok imenuje Lipnica. Svoj tok nadaljuje po širokem dolinskem dnu proti Ščavnici, v katero se je nekoč izlivala že pod Kokoriči, danes pa teče po umetni strugi sprva vzporedno s Ščavnico, nato tik ob severnem nasipu umetnega Gajševskega jezera in se v Ščavnico izliva šele pod jezerom.
V zgornjem toku, vse do vstopa v ravnino pri vasi Berkovski Prelogi, teče potok večinoma skozi gozd po majhni, drobno vijugasti naravni strugi, vzdolž katere so dobro ohranjeni mokrotni habitati. Srednji in spodnji tok sta bila v okviru obsežnih melioracijskih del v 80. letih dvajsetega stoletja spremenjena v umetni kanal skoraj povsem brez obvodnega rastja, v katerega se s kmetijskih površin stekajo številni melioracijski jarki. Ti veliki posegi so povsem spremenili hidromorfološke in ekološke razmere v potoku, ki je zaradi teh sprememb in intenzivnega kmetijstva precej onesnažen, živi svet pa močno obubožan. Povsem drugačne so razmere v zgornjem toku Lipnice ter v njenih pritokih; Kupetinski in Stanetinski potok sta vključena v območje Natura 2000, saj v njih živijo tudi redke vrste rib, mdr. potočni piškurji (Eudontomyzon spp.), navadna nežica (Cobitis taenia), činklja (Misgurnis fossilis) in beloplavuti globoček (Romanogobio albipinnatus).